# ハルキゲニア
ハルキゲニア（学名：Hallucigenia）は、約5億年前のカンブリア紀の海に生息した葉足動物の一属。細長い脚と7対の発達した棘をもつ。カナダのバージェス動物群で見つかった Hallucigenia sparsa によって知られ、中国からも複数の種が発見されている。アイシェアイアと同様、最初に記載された葉足動物として代表的な種類の一つである。

## 名称
学名「Hallucigenia」はラテン語: hallucinatio 「夢みごこち、夢想」による。これは Conway Morris 1977 に提唱された、本属の（後に誤解釈であると判明した）異様な全身復元像に因んで名付けられた。中国語では「怪誕蟲」（簡体字：怪诞虫、ピンイン：guàidànchóng, グアイダンチョン）と呼ぶ。

## 形態

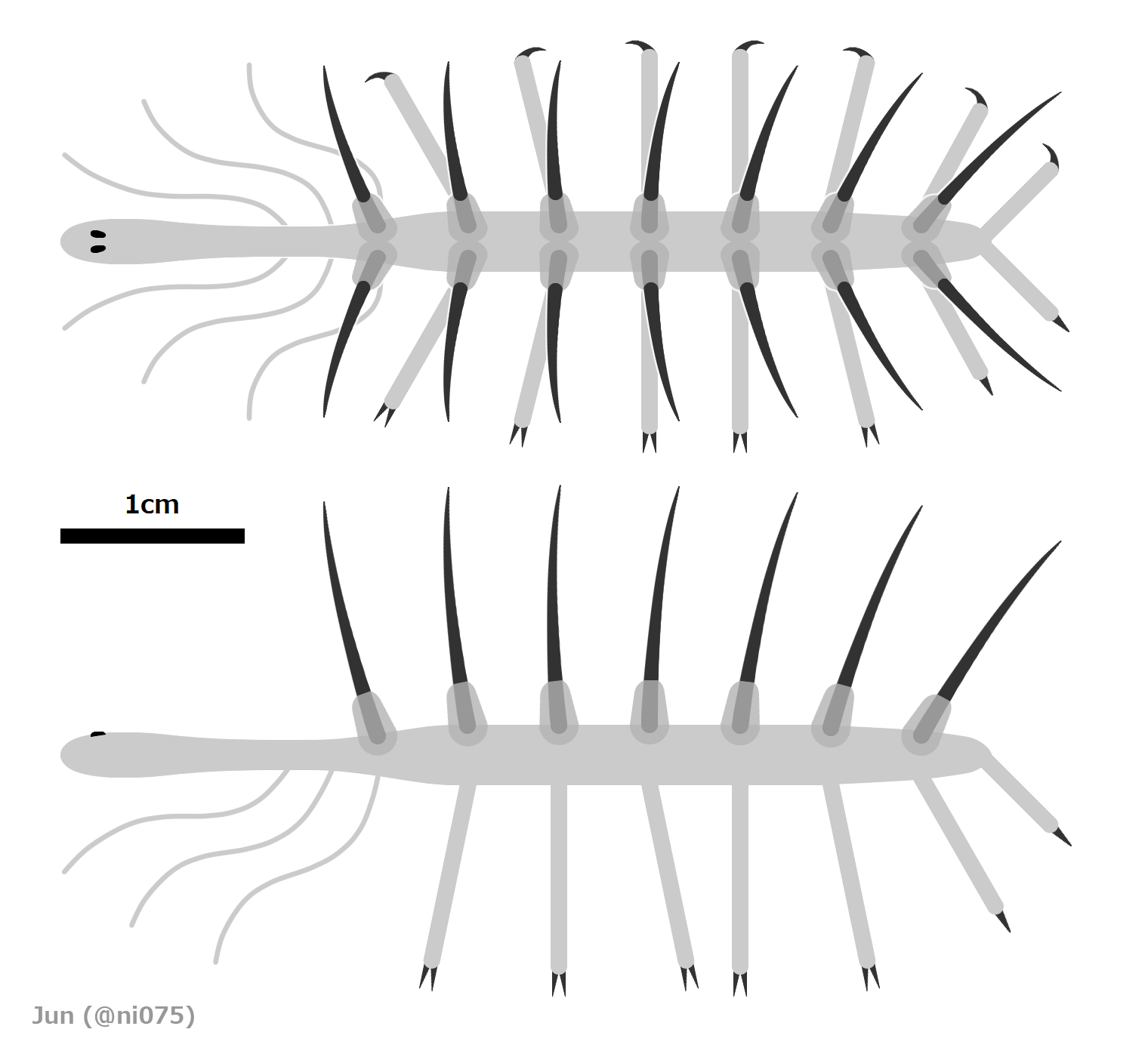
Hallucigenia sparsa の復元図
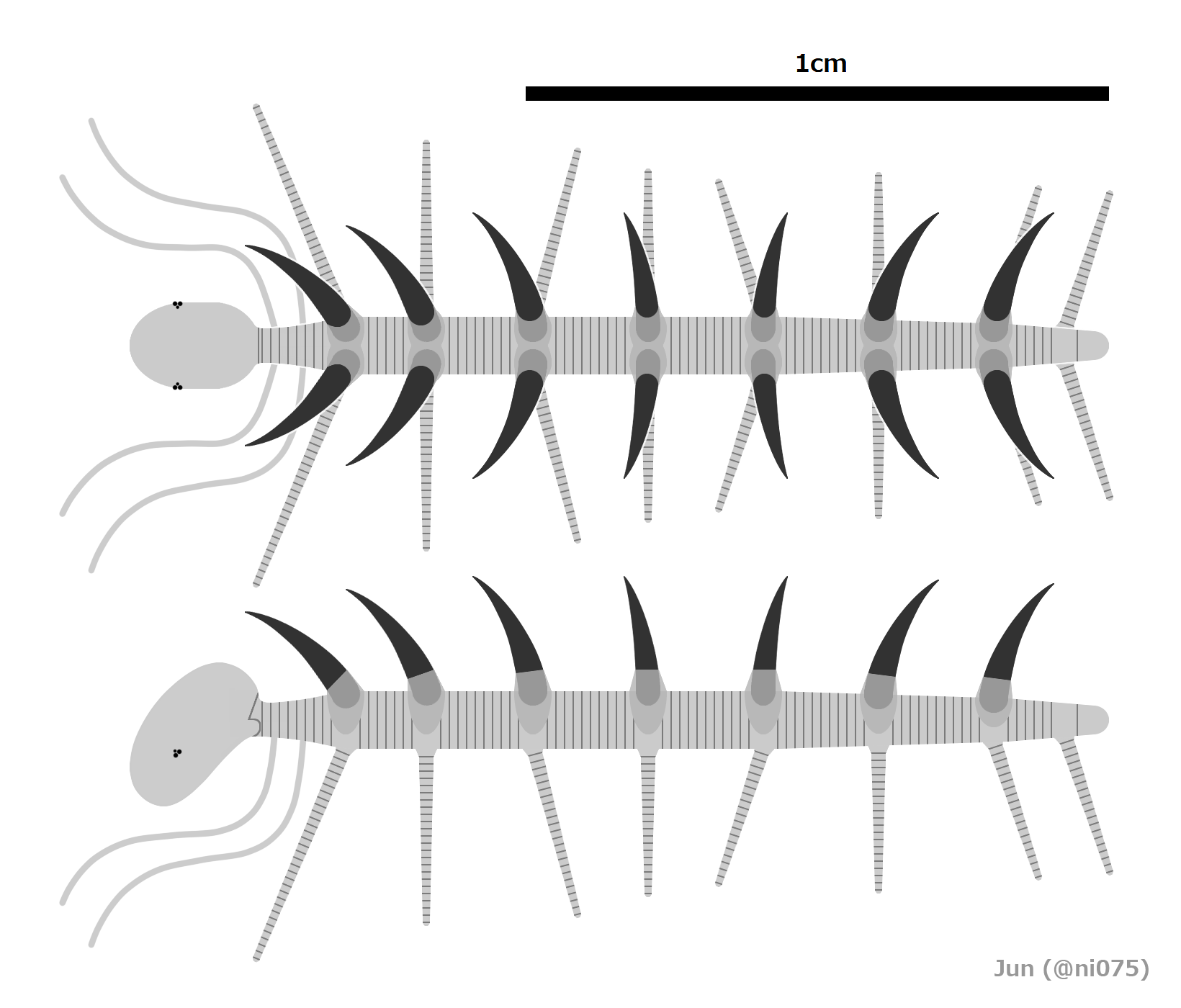
Hallucigenia fortis の復元図

最大の体長は種によって1cm以上から5cm、くびれた細長い体、細長い脚と7対の発達した棘が特徴的な葉足動物である。
頭部は丸みを帯びた単調な形で、他の一部の葉足動物に見られるような甲皮と触角はない。先端に口が開き、背面（H. sparsa）もしくは左右（H. fortis）に1対以上の単眼がある。H. sparsa の場合、口のすぐ内側に環状の歯（circumoral structures）と咽頭の内壁に一例の歯（pharyngeal teeth）をもつことが分かる。
全身が知られる種によると、円柱状の胴部は常に10対の細長い脚（葉足、lobopod）と7対の棘をもつ。頭部の直後、いわゆる胴部の前端は首のようにくびれている。10対の脚のうち前の2-3対は更に細い触手状に特化し、いずれも単調で爪などの構造はなく、口まで届くほど長い。それ以降の7-8対の脚は細長い歩脚状で、H. fortis 以外の種類では、先端に1対もしくは1本の鉤爪をもつことが分かる。胴部の背側は、3番目から9番目の脚の位置に対応した7対の棘があり、それぞれの基部は膨らんだ表皮組織に包まれている。この棘の形は種によって異なり、表面は鱗状もしくは網目状の顕微構造が密集している。H. sparsa の場合、脚と体の表皮は滑らかで、葉足動物において一般的な環形の筋（annulation）が見当たらないが、H. fortis と H. hongmeia ではそれが顕著に見られ、特に胴部の筋は脚と棘の位置に応じて変わる（脚と棘の位置のみ筋がない）。

## 生態
他の多くの葉足動物と同様、ハルキゲニアは底生性で、脚の鉤爪を利用して頑固な表面を掴んで登ることに適したと考えられる。よくカイメン（ヴァウヒア）や有機堆積物と共に発見される化石標本の状況から、カイメンを登っては捕食し、もしくは腐肉をあさる腐肉食の動物であったと考えられている。背側の棘で大型捕食者から身を守り、特化した触手状の葉足で餌を口まで運んでいたと考えられる。

## 復元史

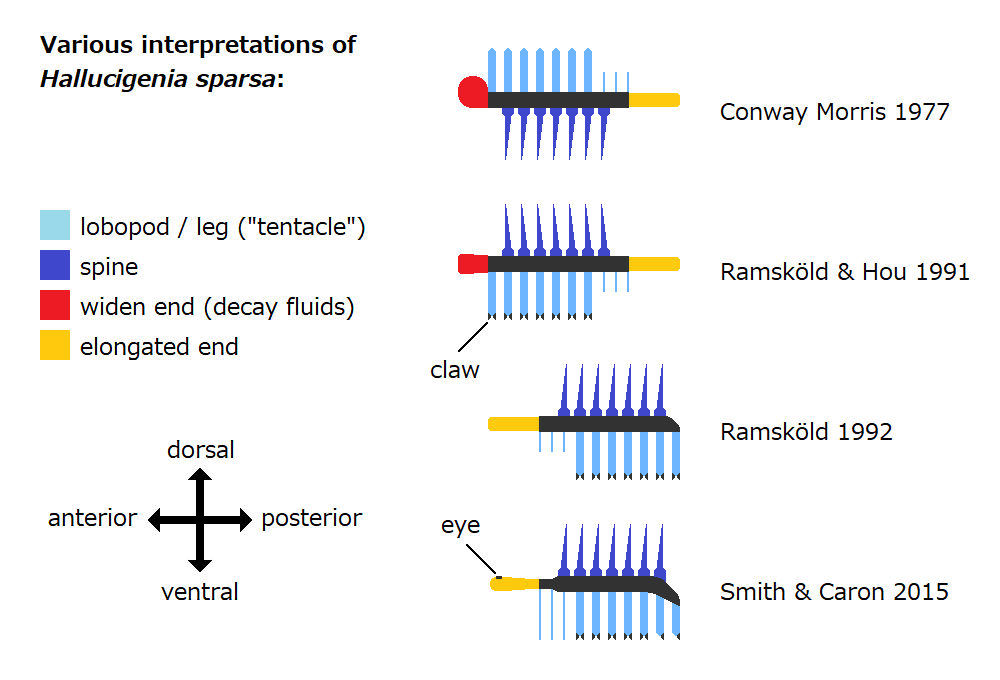
Hallucigenia sparsa の復元史
水色：葉足/脚（"触手"）
暗青色：棘
赤色：丸い端（押し出された内容物）
黄色：細長い端
↑：上部
↓：下部
←：前部
→：後部

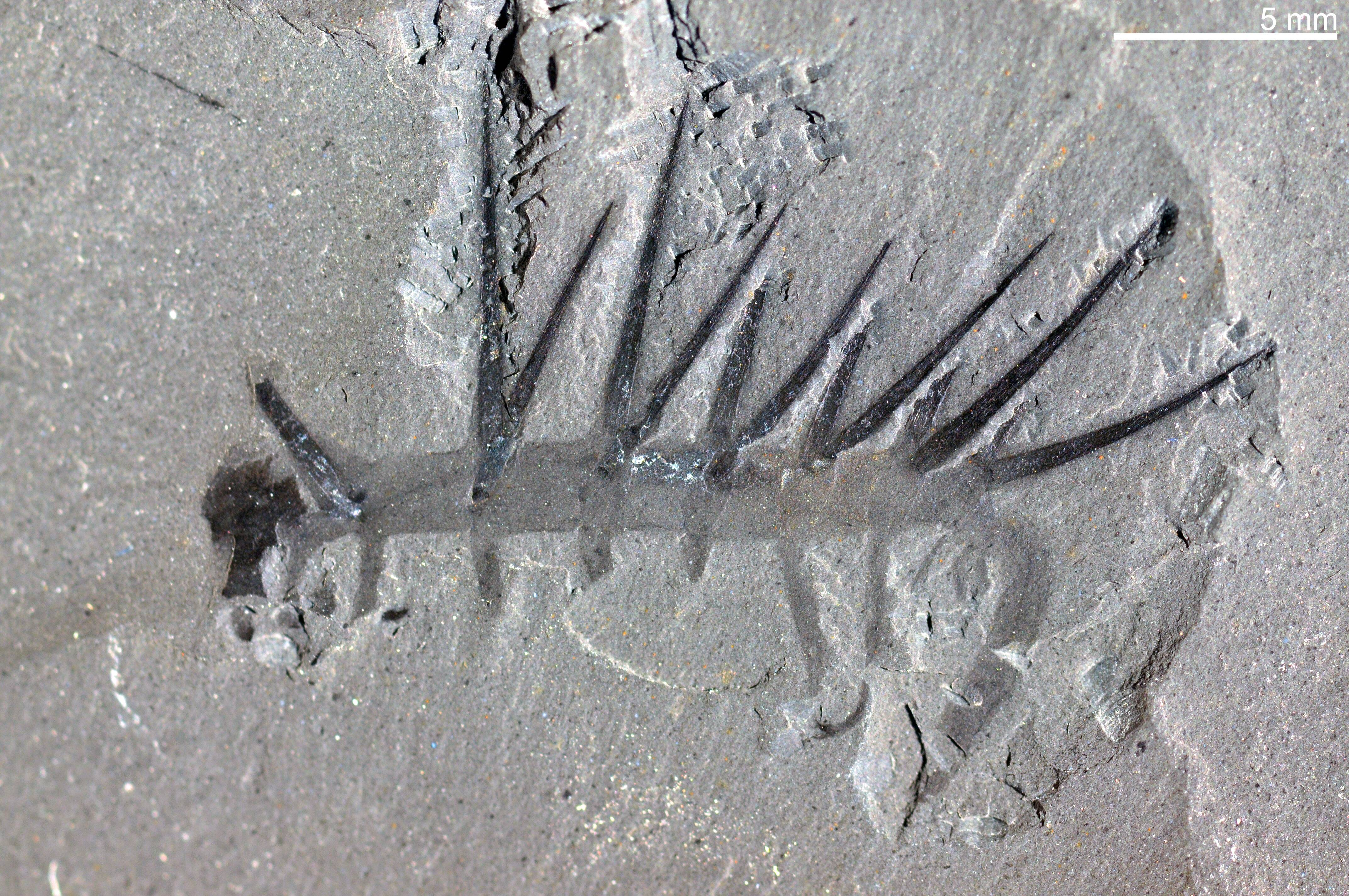
Hallucigenia sparsa の化石標本。左側の端に黒く丸い痕跡が見られ、これはかつて頭部と解釈された。

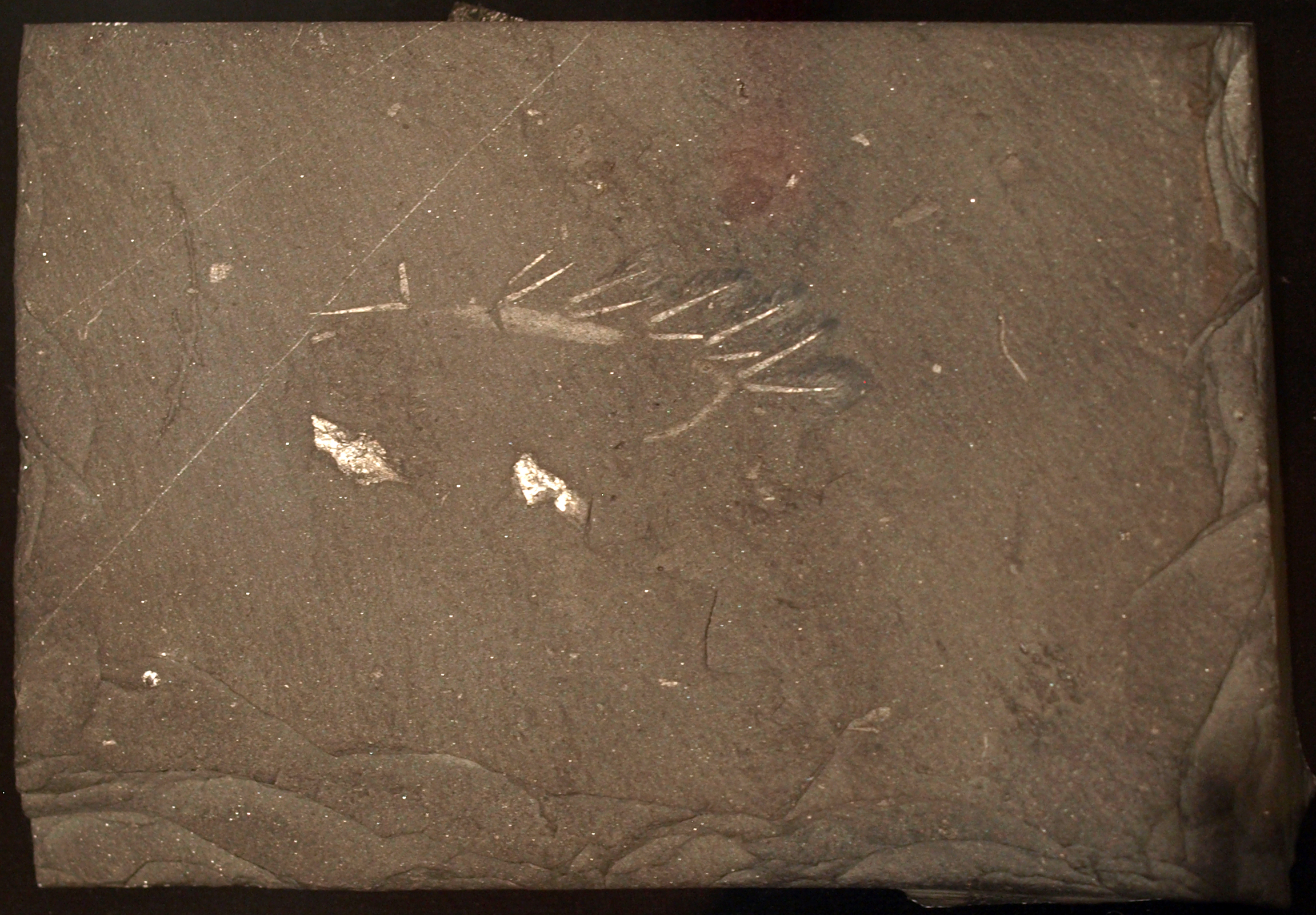
棘と胴部のみ保存された Hallucigenia sparsa の化石標本

ハルキゲニアはかつて上下・前後とも逆さまに誤解釈され、復元像が複数回にわたって劇的に更新されたことで有名な古生物である。20世紀前期では多毛類の環形動物、1970年代では奇妙な未詳化石と見なされ、葉足動物だと判明した1990年代以降でも、いくつかの特徴を更新され続けていた。

### 多毛類（20世紀初期）
ハルキゲニアの模式種（タイプ種）である Hallucigenia sparsa は、カナダ・ブリティッシュコロンビア州のバージェス頁岩（バージェス動物群、カンブリア紀ウリューアン期、約5億1,000万 - 5億500万年前）で最初に発見され、1911年、アメリカ合衆国の古生物学者チャールズ・ウォルコット（Charles Walcott）によって記載された。その頃、本種は同じ生息地にある多毛類（環形動物）の一属カナディア（Canadia）の一種として Canadia sparsa と命名され、体の棘を両腹側の疣足（parapodia, 多毛類の付属肢）と解釈された。

### 奇妙な未詳化石（1970 - 1980年代）

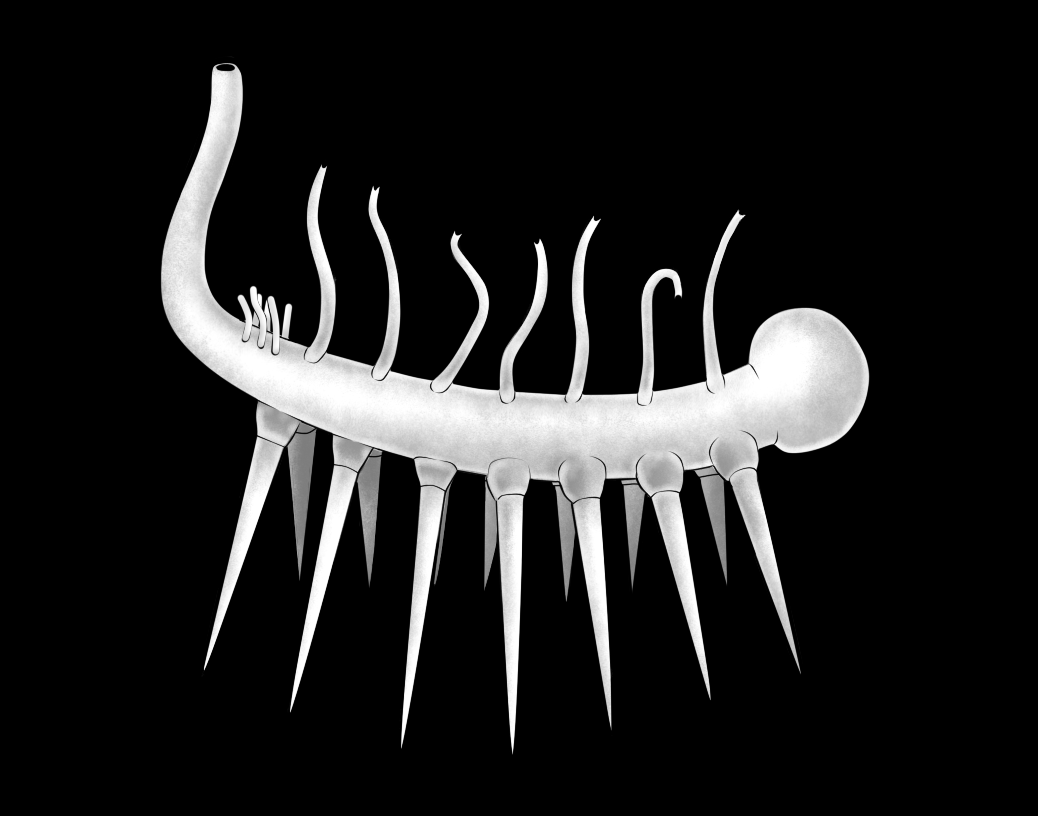
Conway Morris 1977 に基づいた Hallucigenia sparsa の旧復元

1970年代後期、Canadia sparsa はイギリスの古生物学者サイモン・コンウェイ・モーリス（Simon Conway Morris）の記載（Conway Morris 1977）によって、新設した属であるハルキゲニア（Hallucigenia）の種 Hallucigenia sparsa として再分類された。棘の反対側にある一列の「触手」や丸い頭部と考えられる痕跡も見つかり、初の全身復元がなされていた。このとき、本種の棘は腹面、「触手」は背面にあると解釈され、すなわち腹面の棘で海底を歩き、背面の「触手」で餌を丸い頭部まで運ぶという異様な姿に復元された。
既知のいかなる動物からも掛け離れた前述のような復元像から、本種はバージェス動物群における奇妙奇天烈動物（Weird Wonders）の一つで、既存の動物門に繋がらない「プロブレマティカ」（未詳化石）として語られてきた。同時に、この復元像をあり得ないものと考え、本種の全身はアノマロカリスの前部付属肢のように、他の大型動物から脱落した付属肢ではないかという見解もあった。

### 葉足動物（1990年代以降）
Ramsköld & Hou 1991 をはじめとして、中国雲南省の Maotianshan shale（澄江動物群、カンブリア紀第三期、約5億1,800万年前）で見つかった葉足動物（ミクロディクティオンとオニコディクティオン）の全身に比較したところ、ハルキゲニアは葉足動物で、「背面の1列の触手」と解釈された部位は実は対になる脚（葉足）の片側であり、従来の復元はその上下を逆さまに誤解釈した可能性が浮かび上がった。この見解は直後の Ramsköld 1992 の再検証にも支持されており、H. sparsa の化石標本から反対側の「触手」（=脚）と、葉足動物においては一般的な先端の爪が発見された。それ以降、H. sparsa は体の腹面に数対の細長い脚を、背面には2列の棘をもつ葉足動物だと判明した。
Ramsköld 1992 は上下の他に、従来では「丸い頭部」とされてきた部分は体の一部ではなく、泥に押しつぶされた際に後端の肛門から押し出された内容物であり、今までの復元は上下だけでなく、前後も逆さまに誤解釈された可能性も示したが、証拠不足により確定的とはされていなかった。なお、この見解は Smith & Caron 2015 の再記載に証明されており、Conway Morris 1977 と Ramsköld & Hou 1991 に「長い尾部」と解釈された H. sparsa の端には、眼や歯などの頭部構造をもつことが判明した。同時に、頭部と胴部の間は従来の復元よりくびれ、触手状の前3対の葉足はより長く、最終2対の脚はやや短くて爪1本など、既知のいくつかの特徴も更新された。

### Hallucigenia sparsa 以外の種
Hallucigenia sparsa と同じハルキゲニアの種と考えられ、中国雲南省の澄江動物群（カンブリア紀第三期、約5億1,800万年前）で見つかった Hallucigenia fortis も復元像を更新される経緯があった。H. sparsa とは異なり、H. fortis は記載当初（Hou & Bergström 1995）から既に上下を正確に復元された。H. fortis の体は球状の端をもち、Hou & Bergström 1995 ではそれが頭部と判断されたが、一見して前後逆さまに誤解釈された頃の H. sparsa の「丸い頭部」に似るため、同じ部分（両方とも頭部もしくは尾部）と解釈される場合もあった。しかしこの対応関係は後の研究に否定されており、H. sparsa の丸い端は体の後端から押し出された内容物の痕跡（前述参照）であるのに対して、H. fortis の丸い端は（H. sparsa の細長い端のように）眼をもつ頭部であると証明された。また、Hou & Bergström 1995をはじめとして、H. fortis は長い間、頭部（丸い端）が左右2枚の丸い甲皮に覆われるように復元されていた。しかしこの見解は Liu & Dunlop 2013 以降では否定的に評価され、かつて「甲皮の縁」と考えられた痕跡は、単に葉足の見間違いだと示された。

### ラッシュトニテスとモンゴリトゥブルスの一部
20世紀から2010年代初期にかけて、カザフスタン、オーストラリア、グリーンランド、西南極、イギリスのシュロップシャー、カナダのニューファンドランド・ラブラドール州、および中国の貴州省のそれぞれの堆積累層から微小硬骨格化石群（small shelly fossils、SSF）として見つかり、ラッシュトニテス（Rushtonites）やモンゴリトゥブルス（Mongolitubulus）の一部に分類された正体不明の棘は、Caron et al. 2013 の再検証によりハルキゲニア由来だと判明した。これにより、ハルキゲニアは全身が見つかるカナダのブリティッシュコロンビア州と中国雲の雲南省以外にも生息し、最古の化石記録はカンブリア紀第二期（葉足動物の中でも最古級の1つ）まで遡れるようになり、分布域・生息時期とも大幅に拡張された。

## 分類
多くの葉足動物と同様、ハルキゲニアの汎節足動物における系統的位置は確実でなく、系統解析によっては一部の葉足動物と共に有爪動物（カギムシ）のステムグループ（絶滅した初期系統群）に含まれる、もしくはそこから独立した別系統（基盤的な汎節足動物）とされる。特に H. sparsa の爪からは、現生有爪動物に似た多重構造が見つかり、これは有爪動物とハルキゲニアの類縁関係を示唆する証拠とも解釈された。しかしこの特徴は他の葉足動物での有無は不明で、もしかしたら両者の類縁関係を反映せず、単なる汎節足動物の祖先形質に過ぎない可能性もある。また、ハルキゲニア自体の単系統性も不確実で、系統解析によってルオリシャニア類とカーディオディクティオンのいずれかに対して側系統群とされる。
ハルキゲニアは、タナヒタ、カーボトゥブルス、カーディオディクティオンと共にハルキゲニア科（Hallucigeniidae、ハルキゲニア類 Hallucigenids）に分類される場合がある。

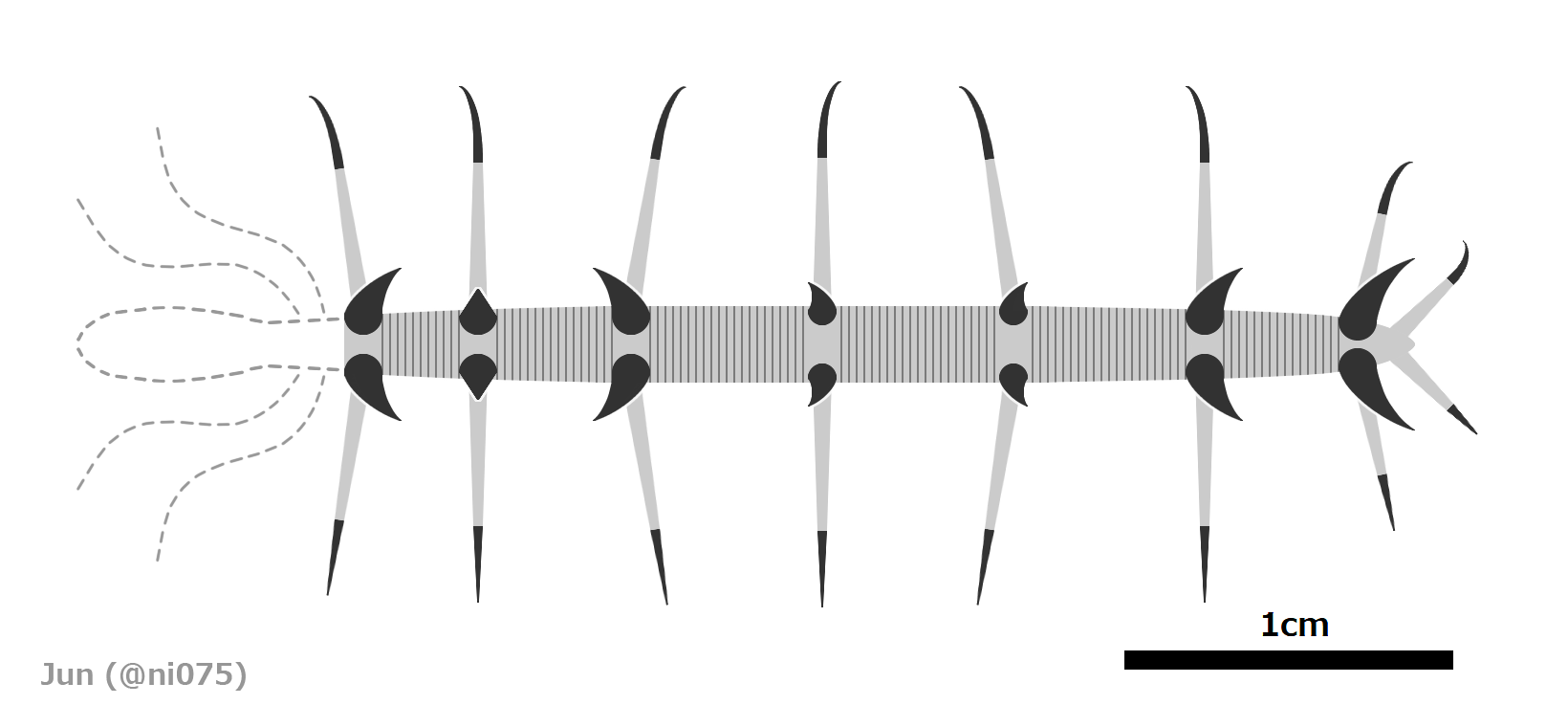
Hallucigenia hongmeia の復元図
破線：不明部分

2018年現在、ハルキゲニア（ハルキゲニア属 Hallucigenia）は次の3種が正式に命名されている。
- Hallucigenia sparsa (Walcott, 1911)[3]（旧称 Canadia sparsa Walcott, 1911[4]）

本属の模式種（タイプ種）。カナダブリティッシュコロンビア州のバージェス頁岩（バージェス動物群）、中国雲南省の Wulongqing Formation（Guanshan Biota）、およびカナダノースウエスト準州の Mount Cap Formation（Little Bear biota）から発見される。頭部は細長く、その直後にある触手状の葉足は3対。歩脚状の葉足は7対で、第1-5対に2本と、第6-7対に1本の鉤状の爪をもつ。背側の棘はほぼ湾曲せず、同形で後述の2種より細長い。棘の表面は鱗状。胴部の終端に尾はない。最大体長約5cm。
- Hallucigenia fortis Hou & Bergström, 1995[5]

中国雲南省の Maotianshan Shales（澄江動物群）から発見される。頭部は球状で、その直後にある触手状の葉足は2対。歩脚状の葉足は8対で、爪の有無は不明。背側の棘は H. sparsa より丈夫で短く、前後ほど強く湾曲する。胴部の終端には短い尾がある。最大体長1.72cm。
- Hallucigenia hongmeia Steiner et al., 2012[6]

中国雲南省の Wulongqing Formation（Guanshan Biota）から発見される。頭部とその直後にある触手状の葉足は不明。歩脚状の葉足は知られる限り8対で、確認できたものでは1本の長い爪をもつ。背側の棘は前述の2種より短く、4-5対目の棘が明らかに小さい。1・5・6・7番目の棘は後方、3・4番目の棘は前方に向けて湾曲する。棘の表面は網目状。胴部の終端には短い尾がある。体長3cm以上。